# Pré-Alpes de Schwyz e de Uri
Os Pré-Alpes de Schwyz e de Uri (em italiano:  Prealpi di Svitto e di Uri, ou em alemão:  Schwyzer Voralpen) é um maciço montanhoso que faz parte dos Alpes Ocidentais na sua secção dos Pré-Alpes Suíços e encontram-se principalmente nos cantões de cantão de Schwyz e cantão de Uri, mas também no cantão de Zug, cantão de Glaris,Cantão de Lucerna e Cantão de Zurique. O ponto mais alto é o  Hoch-Ybrig  com 2.282 m..

## Situação
A Norte fica o enorme planalto suíço, a Leste o Pré-Alpes de Appenzell e de São Galo, a Sudeste os Alpes de Glaris, a Sul Alpes Uri-Glaroneses, a Sudoeste Alpes Uraneses e a Oeste os Pré-Alpes de Lucerna e de Unterwalden.

## SOIUSA
A Subdivisão Orográfica Internacional Unificada do Sistema Alpino (SOIUSA), criada em 2005, dividiu os Alpes em duas grandes partes:Alpes Ocidentais e Alpes Orientais, separados pela linha formada pelo  Rio Reno - Passo de Spluga - Lago de Como - Lago de Lecco.
Os Pré-Alpes de Vaud e Friburgo, Pré-Alpes Berneses, Pré-Alpes de Lucerna e de Unterwalden, Pré-Alpes de Schwyz e de Uri, e os Pré-Alpes de Appenzell e de São Galo formam os Pré-Alpes suíços.

### Classificação  SOIUSA
Segundo a SOIUSA este acidente orográfico é uma Sub-secção alpina  com as seguintes características
- Parte = Alpes Ocidentais
- Grande sector alpino = Alpes Ocidentais-Norte
- Secção alpina = Pré-Alpes suíços
- Sub-secção alpina =  Pré-Alpes de Schwyz e de Uri
- Código = I/B-14.IV